# Marcus Adam
Marcus Adam (* 28. Februar 1968 in London) ist ein ehemaliger britischer Sprinter. Nach seiner Leichtathletikkarriere war er als Bobsportler aktiv.
1990 siegte er bei den Commonwealth Games 1990 für England startend über 200 m und in der 4-mal-100-Meter-Staffel; über 100 m wurde er Vierter. Bei den Leichtathletik-Europameisterschaften in Split erreichte er über 200 m das Halbfinale und gewann mit der britischen 4-mal-100-Meter-Stafette Silber.
Bei den Olympischen Spielen 1992 in Barcelona schied er über 100 m im Viertelfinale aus, wurde über 200 m Achter und kam mit der britischen 4-mal-100-Meter-Stafette auf den vierten Platz.
1989 wurde er Englischer Meister über 200 m im Freien, 1990 und 1999 in der Halle. Den Britischen Meistertitel errang er 1989 über 100 m und 1989 sowie 1992 über 200 m.
Bei den Olympischen Spielen 2002 in Salt Lake City belegte er im Zweierbob den zehnten Rang.

## Bestzeiten
- 60 m (Halle): 6,59 s, 8. Februar 1992, Glasgow
- 100 m: 10,23 s, 26. Juli 1991, Birmingham
- 200 m: 20,41 s, 13. Juni 1992, Dijon
  - Halle: 20,75 s, 29. Januar 1992, Gent